# Židovský památník (Berlín)

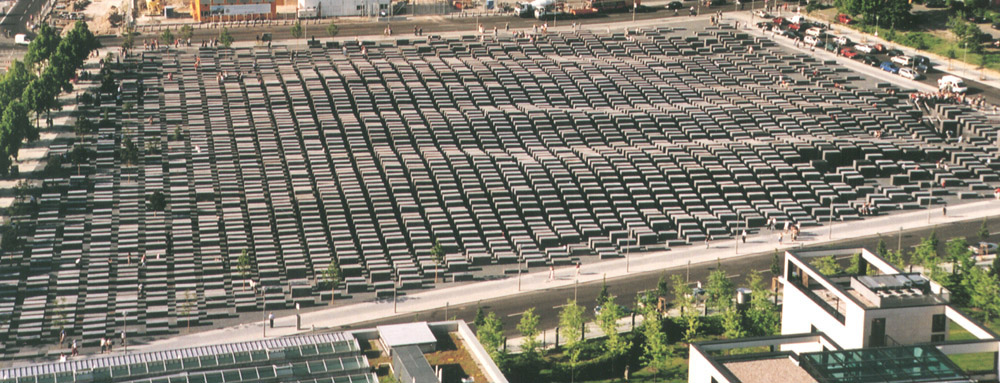
Pohled na památník

Židovský památník v Berlíně, zvaný též Památník holocaustu (německy Holocaust-Mahnmal a Denkmal für die ermordeten Juden Europas), má velice pohnuté dějiny. První návrh na tento památník pochází již z roku 1988, po dlouhých a velice sporných diskusích bylo ke stavbě přikročeno až roku 2003, památník byl otevřen 10. května 2005 a získal si mezitím veliké obliby. Památník, který se nachází ve středu města, má upomínat na nacisty zavražděné židovské obyvatelstvo během holocaustu. Památník má rozlohu 13 100 m².

## Dějiny památníku
Již roku 1988 navrhla publicistka Lea Roshová postavit v Berlíně památník židovským obětem nacismu. Tento nápad jí prý zprostředkoval historik Eberhard Jäckel během společné návštěvy památníku Jad Vašem. Další plánování památníku a jeho uskutečnění však nestálo pod dobrou hvězdou.

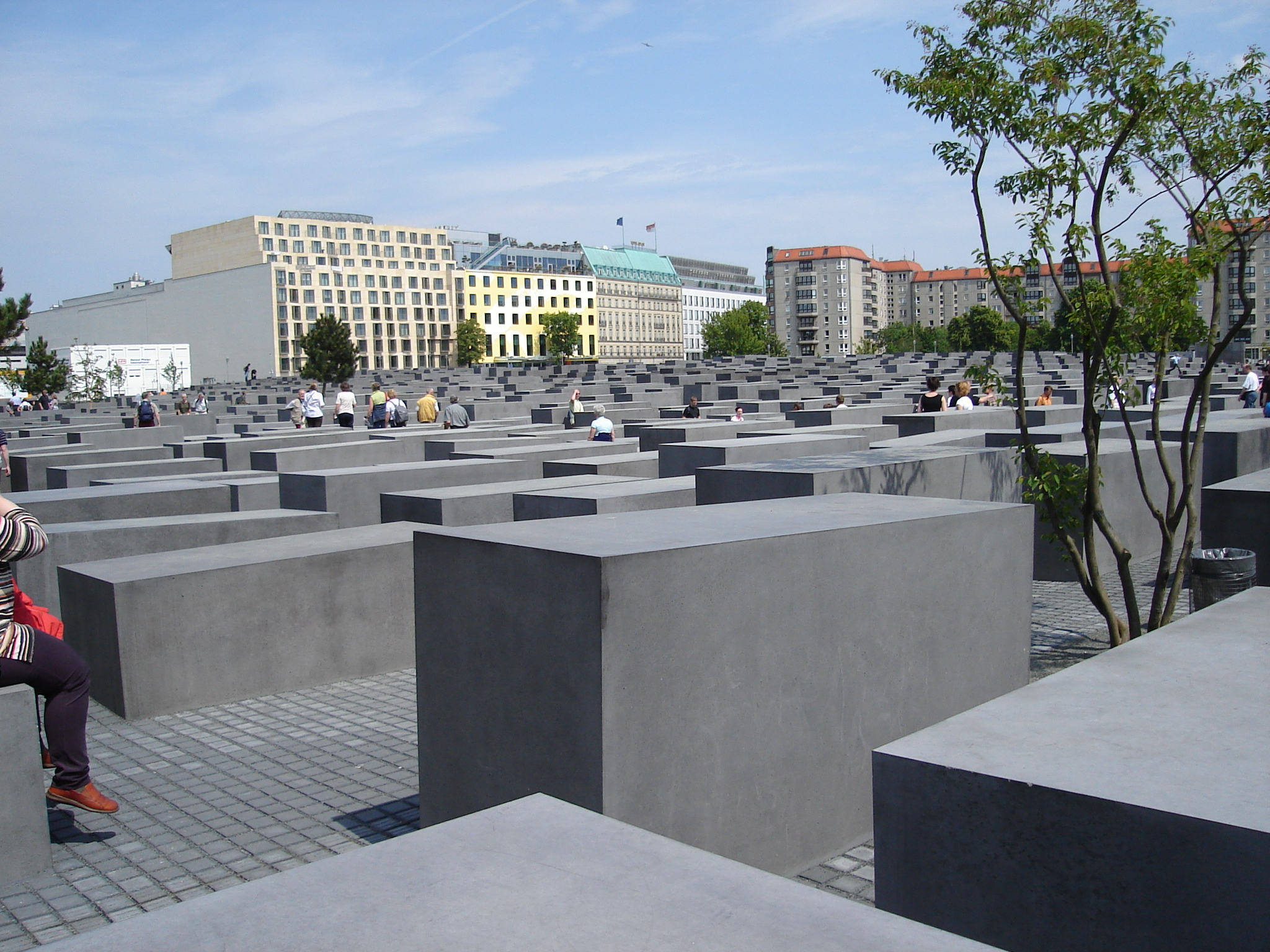
Detailní pohled na památník

Bylo založeno kuratorium, jehož členy (a podporujícími) bylo i město Berlín a SRN. Roku 1994 byla vypsána mezinárodní soutěž, vybrán byl návrh Christiny Jacobs-Marksové, asi 20 000 m² velká betonová plocha, do které měla být vryta jména všech obětí. Tento návrh však nenašel zalíbení tehdejšího spolkového kancléře Helmuta Kohla, který tento návrh v červnu 1995 zamítl. V dlouhých diskusích, zejména ve spolkovém parlamentu, se podařilo myšlenku na památník zachránit.
Roku 1997 se sešlo opět několik návrhů. Vybrán byl návrh architekta Petra Eisenmana a sochaře Richarda Serra z New Yorku, kteří navrhli pole betonových kvádrů. Jejich návrh byl však vícekrát změněn. Došlo k rozšíření památníku o podzemní muzeum, počet kvádrů byl redukován a podle přání kancléře Kohla a proti vůli Eisenmana mělo být zasazeno 40 stromů. Během těchto jednání se sochař Serra zcela stáhl z projektu, ohledně stromů došlo k diskusím s architektem Libeskindem, který v tu dobu stavěl v Berlíně židovské muzeum, kde plánoval obdobné stromořadí.
Přesto byla stavba památníku v červnu 1999 spolkovým parlamentem odhlasována, v důsledku chyb při vypsání soutěže pro stavební firmy však se stavbou bylo započato až v dubnu 2003. Již v říjnu téhož roku došlo k přerušení stavby poté, co vešlo ve známost, že chemický prostředek, který měl chránit kamenné bloky proti grafitti, pochází od společnosti Degussa AG, jejíž dceřiná společnost Degesch (Deutsche Gesellschaft für Schädlingsbekämpfung) vyráběla během druhé světové války plyn Cyklon B, používaný v koncentračních táborech pro otrávení Židů. Zde došlo k zajímavému skandálu. Lea Roshová, která sama není židovského původu, okamžitě a zásadně odmítla použití tohoto prostředku, zatímco sám židovský architekt Eisenman (jakož i mnoho dalších na projektu zúčastněných Židů) se vyslovil pro pokračování, a sice s argumentem, že společnost Degussa AG platí jako příkladná pro firmy, které se vypořádaly se svou minulostí.
Ve stavbě se pokračovalo, v prosinci 2004 byl památník v hrubých rysech hotov, památník byl otevřen 10. května 2005.

### Další kritika
K dalším kritikům patří i Ústřední rada německých Sinti a Romů, kterým se nelíbí, že památník je určen jen židovským obětem, přestože holocaust byl namířen i na Romy, homosexuály, postižené, Slovany a další.

## Památník dnes

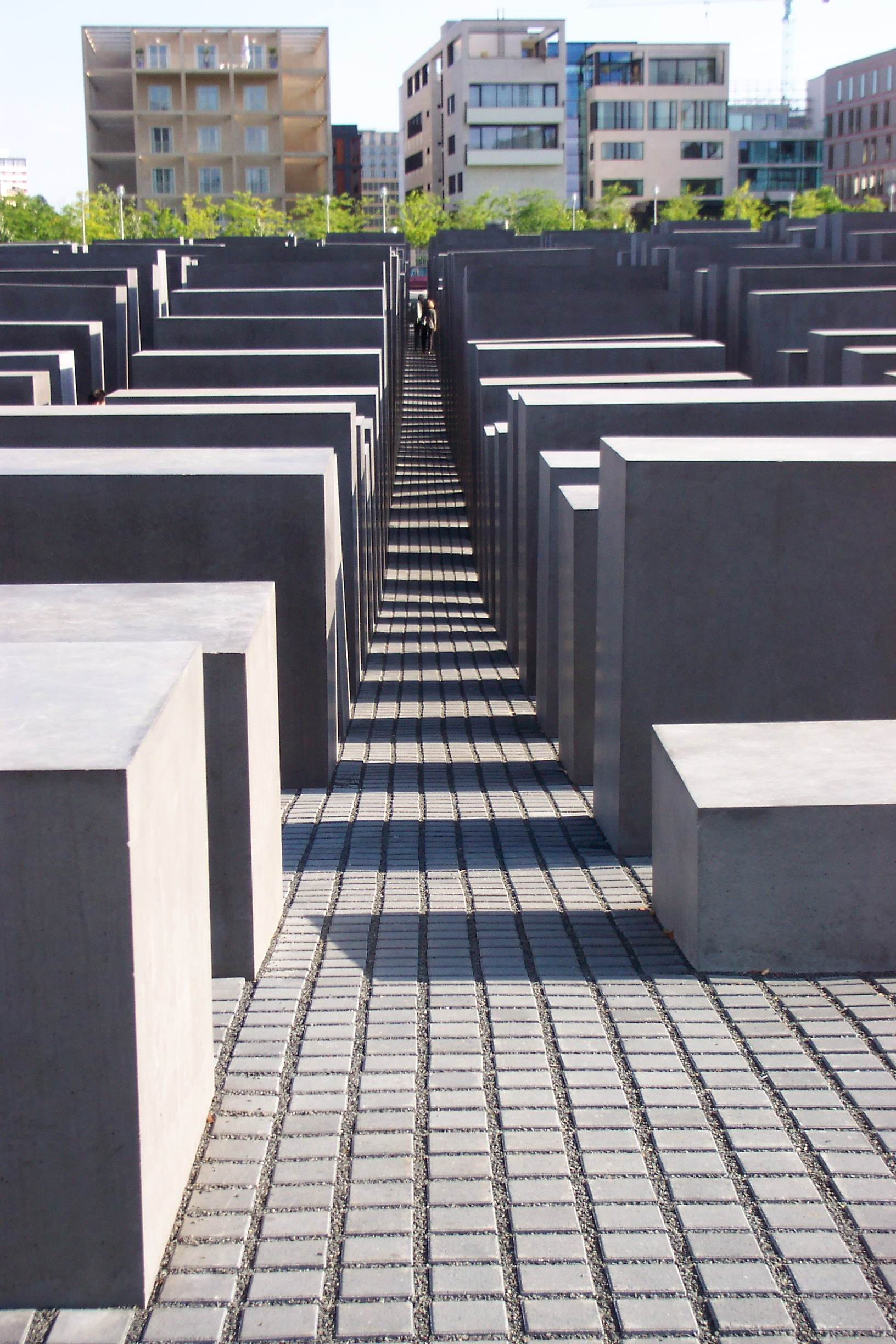
Pohled na jednu z cestiček vedoucích skrz památník

Památníku se dostalo ihned po otevření velké pozornosti jak berlínského obyvatelstva, tak i turistů a prostředků hromadného sdělování.
Památník se nachází ve středu města, prostranství je všeobecně přístupné 24 hodin denně, není chráněn žádným plotem apod. (pouze podzemní muzeum má otevírací hodiny).
Mnoho kritiků se již krátce po otevření památníku pozastavilo nad skutečností, že veřejnost neukazuje dostatečnou úctu k obětem nacismu: na sloupech skákaly děti a mladiství, návštěvníci kouřili nebo se na sloupech slunili a podobně. Uvažovalo se o ohrazení památníku a uvedení pravidel pro návštěvníky. Jedním z nejprominentnějších odpůrců a kritiků takových opatření byl i architekt památníku sám, Peter Eisenman, který při jedné příležitosti řekl: „Jsem sice Newyorčan, ale od nyní je část mé duše přítomna vždy zde v Berlíně“.
V současné době je proto památník hlídán a návštěvníci, kteří si na bloky stoupnou, jsou rychle upozorněni, že takové chování je nepřípustné.